# チャイタニヤ・マハープラブ
シュリ・クリシュナ・チャイタニヤ・マハープラブ (ベンガル語: শ্রীকৃষ্ণ চৈতন্য মহাপ্রভু 発音 [sri.ˈt͡ʃɔiˌt̪ɔnːo mɔɦaˑprob̤u] (Śrī Kŕśńà Caitanya Mahāprabhu) サンスクリット: चैतन्यः महाप्रभुः (サンスクリット語発音: [ɕriː t͡ɕɐit̪ɐnjɐ mɐɦaːprɐb̤u])) は15世紀のインドの聖人である。彼はラーダーとクリシュナが合わせられた化身(アヴァターラ)とみなされていた。 チャイタニヤ・マハープラブはクリシュナをキルタンと踊りで崇拝し、その手法はベンガルのヴィシュヌ派に大きな影響を与えた。また、彼はヴェーダーンタ学派のAchintya Bheda Abheda Tattvaの主な提唱者で、ゴウディヤ・ヴァイシュナヴァ派の開祖でもあった。He expounded バクティヨガを細説し、ハレ・クリシュナと呼ばれるマントラの詠唱を広めた。Shikshashtakamと呼ばれる8節から成る祈りの詩を書いた。
彼の生誕祭はGaura-purnimaとして祝われる。顔色が融けた金のようであったことにちなむガウラランガ(Gauranga)やガウラ(Gaura)またインドセンダン(ニーム)の木の下で生まれたことにちなむニマイ(Nimai)という別名でも知られる。

## 生涯

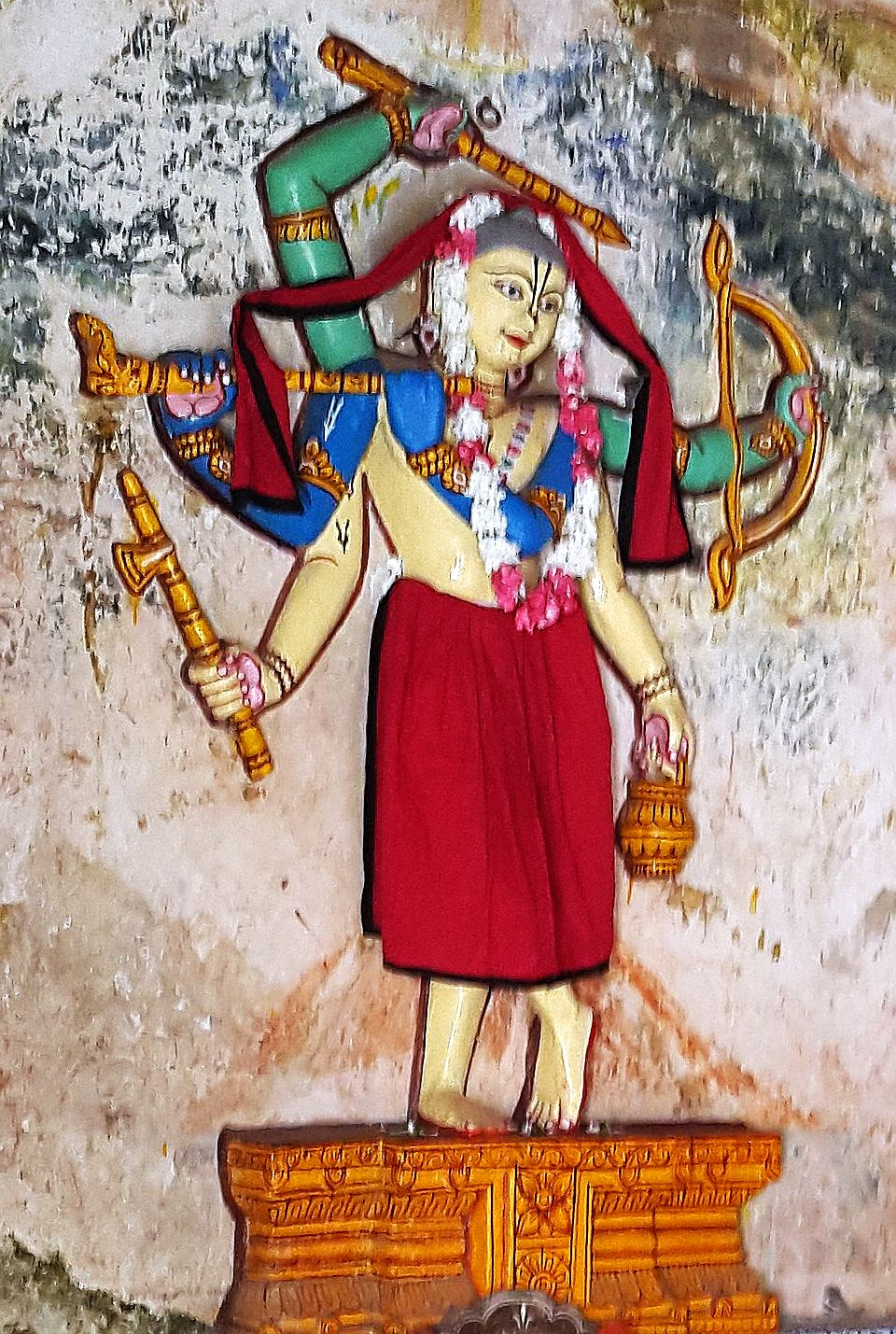
Deity of Shadabhuja Gauranga at Ganga Mata Math in Puri.

チャイタニヤは共に現在のバングラデシュシレット管区出身のJagannath Mishraとその妻のSachi Deviの次男として生まれた。 Chaitanya Charitamritaによれば、彼はナバドウィープ(現在の西ベンガル州)において1486年2月18日の満月の夜に生まれた。この夜には、月食が見られたという。
非常に幼いころから知識を得ることやサンスクリット語の学習への興味を示したり、クリシュナの名を歌う詠唱や歌唱をしていたりしていたという逸話が語られている。チャイタニヤが亡き父のためにガヤーへとŚrārddhaの儀式を行いに行く道中、彼の師匠となるIsvara Puriと出会い、Gopala Krishnaと呼ばれるマントラの伝授を受ける。この出会いがチャイタニヤの外見や思想に大きな変化を及ぼすこととなった。ベンガルに帰った後、学者のようであった彼の外見が信奉者のようになっており、Advaita Acharyaに代表される地元のヴィシュヌ派の信徒を驚かせた。そのあとすぐにナディア地区におけるヴィシュヌ派の高位の指導者となった 。
ベンガルを離れ、Kesava Bharatiの命を受けてサンニャーサを始めると、数年間クリシュナの名を詠唱しながらインド全土を放浪した。その後、シヴァとガンガーが邂逅した場所で、ガンジス川の河口が見えるチャトラブホッグにたどり着いた。Chaitanya Bhagavataと呼ばれる書物によれば、チャトラブホッグのAmbulinga Ghatと呼ばれる場所で親密な仲間と共にキルタンを詠唱しながら沐浴を行った。そこで一晩滞在した後、ボートで彼は残りの生涯の24年間を過ごすこととなるオリッサ地方のプリーへと発った。ガジャパティ朝の当時の王プラターパルドラは彼をクリシュナの権現として彼を扱い、チャイタニヤの朗読会(サンケールタン)の後援者および信者となっていた。この頃の彼はサマーディによって神の愛に触れ、バクティによってエクスタシーの域に達していたと信者によって信じられている。
1515年、チャイタニヤはクリシュナへの崇拝に関連して、失われた聖地を探す目的でヴリンダーヴァンを訪れた。彼のスピリチュアルな能力によって、ヴリンダーヴァン周辺のクリシュナに関連している場所を見つけることができたと信じられている。その中には今日のゴウディヤ・ヴァイシュナヴァ派の信者の崇拝によるsapta devalay(7つの主要な寺院)も含まれている。